# Муравьёв, Анатолий Васильевич (учёный)
Анато́лий Васи́льевич Муравьёв (11 марта 1949, Куркумбал, Моркинский район, Марийская АССР, СССР) — советский и российский деятель науки, учёный-историк, преподаватель высшей школы, музеевед, административный руководитель. Заведующий сектором науки и образования Марийского областного комитета КПСС (1989—1991), ректор Марийского института образования (1992—1998). Директор Национального музея Республики Марий Эл им. Т. Евсеева (2009—2014). Почётный работник высшего профессионального образования Российской Федерации (2004). Заслуженный работник образования Республики Марий Эл (2008). Кандидат исторических наук (1987), доцент (1998). Член КПСС.

## Биография
Родился 11 марта 1949 года в д. Куркумбал ныне Моркинского района Марий Эл. В 1960 году окончил Новодеревенскую среднюю школу, в 1966 году — Моркинскую среднюю школу. В 1977 году окончил Марийский государственный педагогический институт им. Н. К. Крупской (МГПИ им. Н. К. Крупской), в 1986 году — аспирантуру при Московском государственном педагогическом институте им. В. И. Ленина (МГПИ им. В. И. Ленина).
Начал педагогическую деятельность в 1977 году, проработав до 1979 года учителем в Кадамской средней школе Советского района Марийской АССР. В 1979—1981 годах — директор Оршинской средней школы Советского района республики. В 1981 году перешёл на работу в МГПИ им. Н. К. Крупской: в 1981—1983, 1986—1989 годах — преподаватель. В 1989—1991 годах заведовал сектором науки и образования Марийского обкома КПСС.
В 1991 году перешёл на работу в Марийский институт образования: в 1991—1992 годах — декан факультета довузовской подготовки, в 1992—1998 годах — ректор, в 1998—2009 годах — доцент, заведующий кафедрой социально-экономических наук.
В 2009—2014 годах — директор ведущего музея Республики Марий Эл — Национального музея им. Т. Евсеева.
Вплоть до выхода на пенсию — преподаватель, доцент Марийского государственного университета и Поволжского государственного технологического университета.

## Научно-педагогическая и музееведческая деятельность
В 1986 году окончил аспирантуру при Московском государственном педагогическом институте им. В. И. Ленина. Успешно защитил кандидатскую диссертацию, кандидат исторических наук (1987).
Под руководством А. В. Муравьёва Национальный музей Республики Марий Эл им. Т. Евсеева прошёл новый этап своего развития. Продолжилась научно-исследовательская (ежегодная научно-практическая конференция «Евсеевские чтения», конференция для школьников «Малые Евсеевские чтения») и экспедиционная деятельность (экспедиция к восточным мари Республики Башкортостан в 2009 году, экспедиции в Моркинский и Кужеренский районы Марий Эл в 2011 году). Активизировалась экспозиционно-выставочная работа музея: в рамках мегапроекта «Культурное наследие финно-угорских народов в музеях» в сентябре 2010 года в музее состоялось открытие международной караванной выставки «Финно-угорский триптих» с участием музеев Ижевска, Саранска и Йошкар-Олы (разделы «Три свадебных напева» — Удмуртия, «Узоры столетий», «Прошлое глазами будущего через настоящее» — Мордовия, «Три тотема» — Марий Эл). В 2009 году в культурно-историческом комплексе «Царевококшайский Кремль» была открыта экспозиция «Сказание о Царев городе». Разнообразнее стали предлагаемые музеем услуги: музейно-образовательные, игровые программы, мастер-классы, мультимедийные интерактивные программы. В 2009 году впервые были проведены культурные акции «Ночь в музее» к Международному дню музеев, «Наследие» к Международному дню охраны памятников и исторических мест, программа «Земляки» (в 2009 году — Сернурский, в 2010 году — Моркинский, в 2011 году — Куженерский районы Марий Эл). Новой страницей в современной истории музея стало участие во всероссийском музейном фестивале «Интермузей» (г. Москва). В 2011 году музей стал победителем Международного грантового конкурса «Православная инициатива». В 2009 году при финансовой поддержке Фонда культур Финляндии был создан сайт «Финно-угорские музеи России» на марийском, русском и английском языках (mari.fumuseums.ru), в 2011 году у музея появился свой официальный сайт (fumus.ru). Продолжилось сотрудничество в области совместных выставочных и научно-практических проектов с Фондом М. А. Кастрена, Музейным ведомством Финляндии, национальными музеями республик Мордовия и Удмуртия. За время работы в музее параллельно преподавал музееведческие дисциплины, читал лекции о музейном деле и истории культуры студентам МарГУ и ПГТУ.
Автор и автор-составитель книг «Этнокультурная мозаика Республики Марий Эл» (2 издания), «Учителями жива Россия», «Школа, устремлённая в будущее», «Я люблю эту землю», «Незабываемая земля Акпарса», «Моркинское учительство», «Национальный музей им. Т. Евсеева. Страницы истории», «Музейный мир Республики Марий Эл», более 100 научных работ по проблемам народного образования и культуры Марий Эл.
В 2011 году стал автором-составителем издания «Национальный музей им. Т. Евсеева. Страницы истории». В этой книге впервые в обобщённом виде освещается история становления и развития ведущего музея Республики Марий Эл — Национального музея имени Тимофея Евсеева и его филиалов, представлены биобиблиографические сведения о руководителях и сотрудниках музея. Особую ценность имеют воспоминания сотрудников о деятельности музея в 1950—1990 годах. Книга адресована сотрудникам музеев, работникам культуры, образования, краеведам, этнографам.
Является одним из авторов-составителей первого иллюстрированного научно-популярного издания «Музейный мир Республики Марий Эл». Данное издание является частью трилогии «Марийская земля — очарование России» и вышло в свет в канун 100-летия образования автономии марийского народа и 100-летия открытия в Республике Марий Эл первого музея. «Музейный мир Республики Марий Эл» — первое иллюстрированное издание с системным показом музеев Марий Эл. Здесь рассказывается о 70 музеях республики, истории их становления, укрепления и развития, уникальных музейных предметах и музейных коллекциях. Особое внимание в издании уделено описанию уникальных фондовых коллекций, музейных предметов, современных экспозиций. Показана научно-фондовая, научно-исследовательская, экспозиционно-выставочная, культурно-образовательная деятельность музеев на современном этапе.
18 мая 2022 года в рамках круглого стола «Учителями жива Россия» в Национальном музее Республики Марий Эл имени И. Евсеева была презентована научно-популярная книга «Учителями жива Россия», подготовленная А. В. Муравьёвым.

## Основные научные и историко-краеведческие работы
Далее представлен список основных работ А. В. Муравьёва:
- Муравьёв А. В. Учителями жива Россия. — Йошкар-Ола, 2004[12].
- Муравьёв А. В. Этнокультурная мозаика Республики Марий Эл. — Йошкар-Ола: М-во культуры, печати и по делам национальностей Респ. Марий Эл, Респ. центр нар. творчества, 2006. — 38 с.: ил., цв. ил., портр.; 30 см[13].
- Муравьёв А. В. Я люблю эту землю: к 85-летию Горномарийского района. — Йошкар-Ола, 2006[12].
- Национальный музей им. Т. Евсеева. Страницы истории / Сост. Ан. В. Муравьёв. — Йошкар-Ола: ГБУК РМЭ «Национальный музей Республики Марий Эл им. Т. Евсеева», 2011. — 104 с[7].
- Муравьёв А. В. Моркинское учительство. — Йошкар-Ола, 2011[12].
- Муравьёв А. В. Этнокультурная мозаика Республики Марий Эл. — Йошкар-Ола: М-во культуры, печати и по делам национальностей Респ. Марий Эл, 2016[14].
- Музейный мир Республики Марий Эл. Иллюстрированное научно-популярное издание. Авт.-сост. А. В. Муравьёв, Н. А. Соловьёва / ГБУК «Национальный музей Республики Марий Эл им. Т. Евсеева». — Йошкар-Ола, 2019. — 220 с.
- Муравьёв А. В. Учителями жива Россия. — 2-е изд., доп. — Йошкар-Ола: Издательский дом «Марийское книжное издательство», 2022. — 255 с.

## Звания и награды
- Почётный работник высшего профессионального образования Российской Федерации (2004)[8]
- Заслуженный работник образования Республики Марий Эл (2008)[12]
- Кандидат исторических наук (1987)[8]
- Доцент (1998)[8]
- Медаль «За воинскую доблесть. В ознаменование 100-летия со дня рождения Владимира Ильича Ленина» (1970)[8]